# 陈光方
陈光方（發音：[t͡ɕən˨˩ kwaːŋ˧˧ fɨəŋ˧˧]；1961年5月6日—），一译陈光芳，男性，京族，广平省广泽县人，越南政治、军事人物。现任越南国会副主席。

## 生平
1979年4月，陈光方加入越南人民军，开始了他42年的军旅生涯，随即于1983年加入越南共产党，历任第五军区政治部副主任、第二团政委、广义省军区党委副书记、第五军区政委、党委书记等职务，期间亦于2016年1月当选为越南共產黨第十二屆中央委員會委員，2019年，升任越南人民軍總政治局副主任，同年10月晉升上將。
2021年2月，陈光方当选为越南共產黨第十三屆中央委員會委員，同年7月，他在第十五届国会第一次会议上，当选为越南国会副主席，同时兼任越南国会越中友好议员小组主席。